# La Réputation
La Réputation est un court métrage français réalisé par Emmanuel Mouret et Carmen Leroi et sorti en 2024.

## Synopsis
Lina, réalisatrice, travaille avec le monteur son de son film. Ce dernier, Bastien, serait selon les amies de Lina, un séducteur ayant des succès sur chaque film auquel il participe, un séducteur en série en quelque sorte. Mais Bastien ne lui fait aucune approche ... ce qui devient presque vexant, d'autant que l'ensemble de l'entourage de Lina anticipe une tentative de séduction....

## Fiche technique
- Titre : La Réputation
- Réalisation : Emmanuel Mouret, Carmen Leroi
- Scénario : Carmen Leroi, Emmanuel Mouret
- Costumes : Élise Vilain-Gosselin
- Décors : David Faivre
- Musique : Quentin Papapietro
- Photographie : Martin Rit
- Son : Mariette Mathieu-Goudier
- Mixage : Xavier Thieulin
- Montage : Martial Salomon
- Production : Léa Baggi
- Société de production : Sans Regret
- Pays de production :  France
- Durée : 16 minutes
- Date de sortie : France - juin 2024 (Festival de Pantin)[1] ; projection le 5 mai 2025 dans le cadre du rendez-vous « Déjà demain » au MK2 Odéon[2].

## Distribution
- Pauline Belle
- Lou Chauvain
- Juliette Laurent
- Carmen Leroi
- Hugues Perrot
- Nicolas Pietri

## Sélections
- Festival du court métrage de Clermont-Ferrand 2025[3]
- Festival Côté court de Pantin 2024[4]